# Prepona guiensis
Prepona guiensis är en fjärilsart som beskrevs av Le Moult 1931. Prepona guiensis ingår i släktet Prepona och familjen praktfjärilar. Inga underarter finns listade i Catalogue of Life.